# Straight Edge
Straight Edge [stɻeɪt ɛdʒ] (englisch etwa ‚nüchterner Vorteil‘, wörtlich ‚gerade Kante‘; auch straightedge, seltener str8 edge, abgekürzt SE, SxE oder sXe) bezeichnet eine Gegen- bzw. Jugendkultur aus dem Bereich des Hardcore Punk. Ihre Anhänger werden als „Straight Edger“, gelegentlich auch nur als „Edger“ bezeichnet. Die Bewegung verdankt ihren Namen dem Lied Straight Edge der Band Minor Threat, in dem Sänger Ian MacKaye über sein drogenfreies Leben singt. Dabei setzt sich Straight Edge aus dem Wort straight für ‚geradlinig‘ und der US-amerikanischen Phrase to have an edge (‚einen Vorteil haben‘) zusammen.

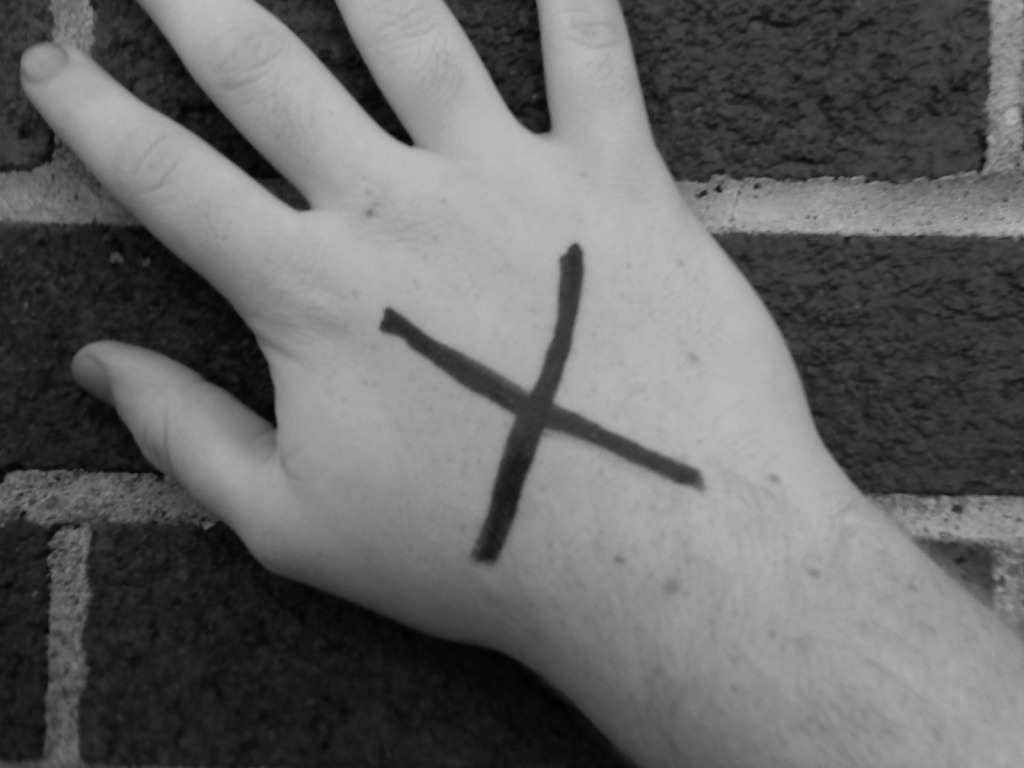
Das „X“ auf dem Handrücken als Symbol für Straight Edge

Im Wesentlichen wurde das Verständnis von Straight Edge durch Musiker der Hardcore-Punk-Szene in den frühen 1980er Jahren in den Vereinigten Staaten geprägt, als eine junge Generation von Punks begann, den Drogenkonsum abzulehnen, der zu dieser Zeit integraler Bestandteil ihrer Szene war. Zentral für den Straight-Edge-Gedanken ist der Verzicht auf Alkohol, Tabak und andere Drogen sowie auf häufig wechselnde Geschlechtspartner. Einige Straight Edger verzichten auch auf den Konsum von Koffein und/oder erweitern Straight Edge um Vegetarismus oder Veganismus. Symbol der Bewegung ist ein „X“, das Minderjährigen in den Bars von Los Angeles auf den Handrücken aufgemalt wurde. Mit dieser Kennzeichnung sollte sichergestellt werden, dass ihnen kein Alkohol ausgeschenkt wurde. Sie wurde von der Straight-Edge-Szene adaptiert, um ihren freiwilligen Verzicht auf Rauschmittel auszudrücken.

## Geschichte

### Entstehung

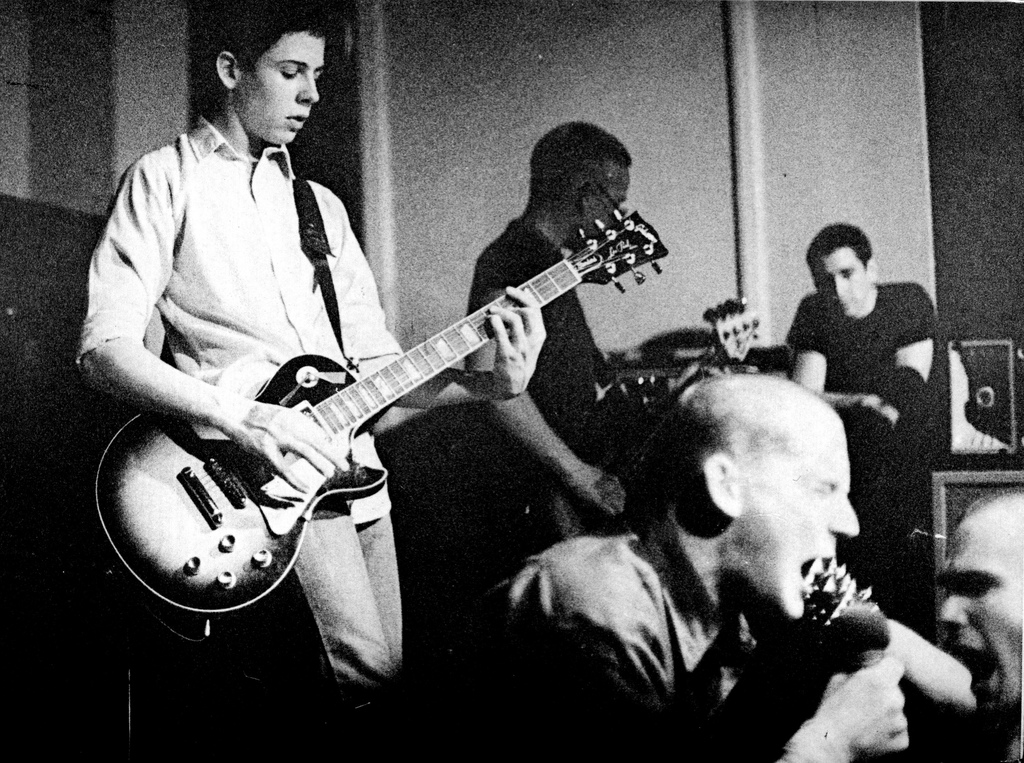
Die Band Minor Threat gilt als Begründer der Straight-Edge-Bewegung (Bild von 1981)

Die Straight-Edge-Szene wurde in den Anfängen insbesondere vom Musiker Ian MacKaye geprägt. Er gründete 1979 die Punk-Band The Teen Idles, die in der Szene von Washington rasch Popularität erreichte. Ian MacKaye, Bassist und Hauptsongwriter der Band, war ein Fan des 1970er-Macho-Rockers und Waffensammlers Ted Nugent, mit dem er den drogenfreien Lebensstil teilte. MacKayes Lieder trugen Titel wie I Drink Milk und Deadhead und propagierten ein Leben, das straight, also ‚nüchtern‘, ‚rein‘ war – im Gegensatz zu fucked up, also einer sich durch Klebstoff, Kokain und Heroin selbst zugrunderichtenden Lebensweise wie jener der damaligen älteren Punks in der Washingtoner Szene.
Nach der Auflösung der Teen Idles gründeten die beiden Mitglieder MacKaye und Jeff Nelson Minor Threat, bei denen MacKaye als Sänger aktiv war. Mit dieser Band wollte er seine Idee des drogenfreien Lebens weiter propagieren, was zur Entstehung des Songs Straight Edge führte, der auf der 1981 erschienenen Minor Threat EP enthalten war. In diesem Text beschreibt MacKaye seine Ablehnung von Drogen und der damit einhergehenden Selbstzerstörung. Der Refrain lautet I’ve got the straight edge (in etwa: ‚Ich bin Straight Edge‘ oder ‚Ich habe einen Vorteil, weil ich nüchtern bin‘).

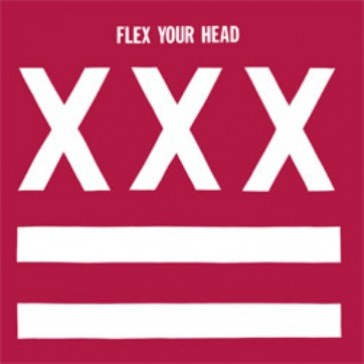
Abwandlung der Flagge des District of Columbia, hier als Plattencover

Dieser Text nahm in kürzester Zeit einen großen Einfluss auf die Hardcore-Punk-Szene. Viele Fans und Punks adaptierten die Idee. Als Symbol malten sie sich ein „X“ auf ihre Handrücken. Das „X“ kennzeichnete in manchen Gaststätten Minderjährige, an die kein Alkohol ausgeschenkt werden durfte. Die drogenfreien Punks übernahmen dieses Zeichen als Symbol für ihren Lebensstil. In Washington entstand zudem die Abwandlung „XXX“ als eine Anspielung auf die drei Sterne der Flagge des District of Columbia. Die Abwandlung diente unter anderem als Cover-Motiv für die Kompilation Flex Your Head, die 1982 bei MacKayes und Nelsons Label Dischord Records erschien.
Die Three-Step-Formula (‚Drei-Schritte-Programm‘), elementarer Bestandteil der Straight-Edge-Bewegung, geht auf das Lied Out of Step zurück, das Minor Threat 1981 auf der Single In My Eyes veröffentlichte. Der Slogan wurde den ersten Textzeilen des Liedes entnommen.

“(I) Don’t smoke

Don’t drink

Don’t fuck”

„(Ich) rauche nicht
Trinke nicht
Ficke nicht“

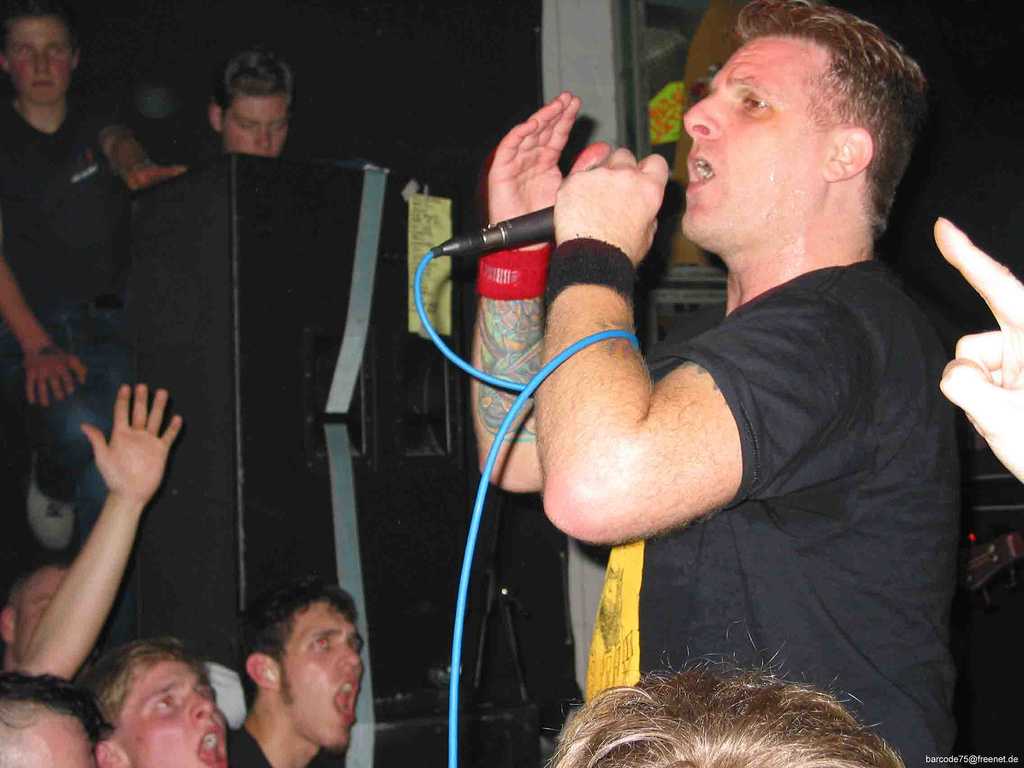
7 Seconds brachten die Straight-Edge-Szene nach Nevada (Bild von der Reunion 2005).

Unter dem Einfluss von Minor Threat gründeten sich weitere Straight-Edge-Bands wie 7 Seconds aus Reno, SSD und DYS aus Boston und Uniform Choice aus Kalifornien, die zu den frühen Vertretern der Bewegung zählten und Straight Edge auch in anderen Bundesstaaten populär machten. MacKaye selbst verstand sich nie als Leitfigur der Straight-Edge-Bewegung, war jedoch stolz, dass seine Einstellung vielen Jugendlichen als Vorbild diente. Er verstand seine Liedtexte als individuelle Aussagen und weniger als Verhaltenskodex. In der weiteren Auseinandersetzung innerhalb der Straight-Edge-Bewegung wurden diese Aussagen jedoch von den meisten Anhängern ignoriert. In diesen frühen Jahren der Straight-Edge-Bewegung existierten noch keine festen Regeln, die definierten, was letztlich Straight Edge ausmachte. Selbst die Ablehnung von Drogen war eher diffus als dogmatisch – trotz der Militanz, mit der sie zuweilen vertreten wurde. So waren beispielsweise Minor Threat und SSD zwei der wichtigsten frühen Straight-Edge-Bands, obwohl nicht alle Bandmitglieder komplett drogenfrei lebten.

### Ausbreitung und Stagnation (1981–1990)

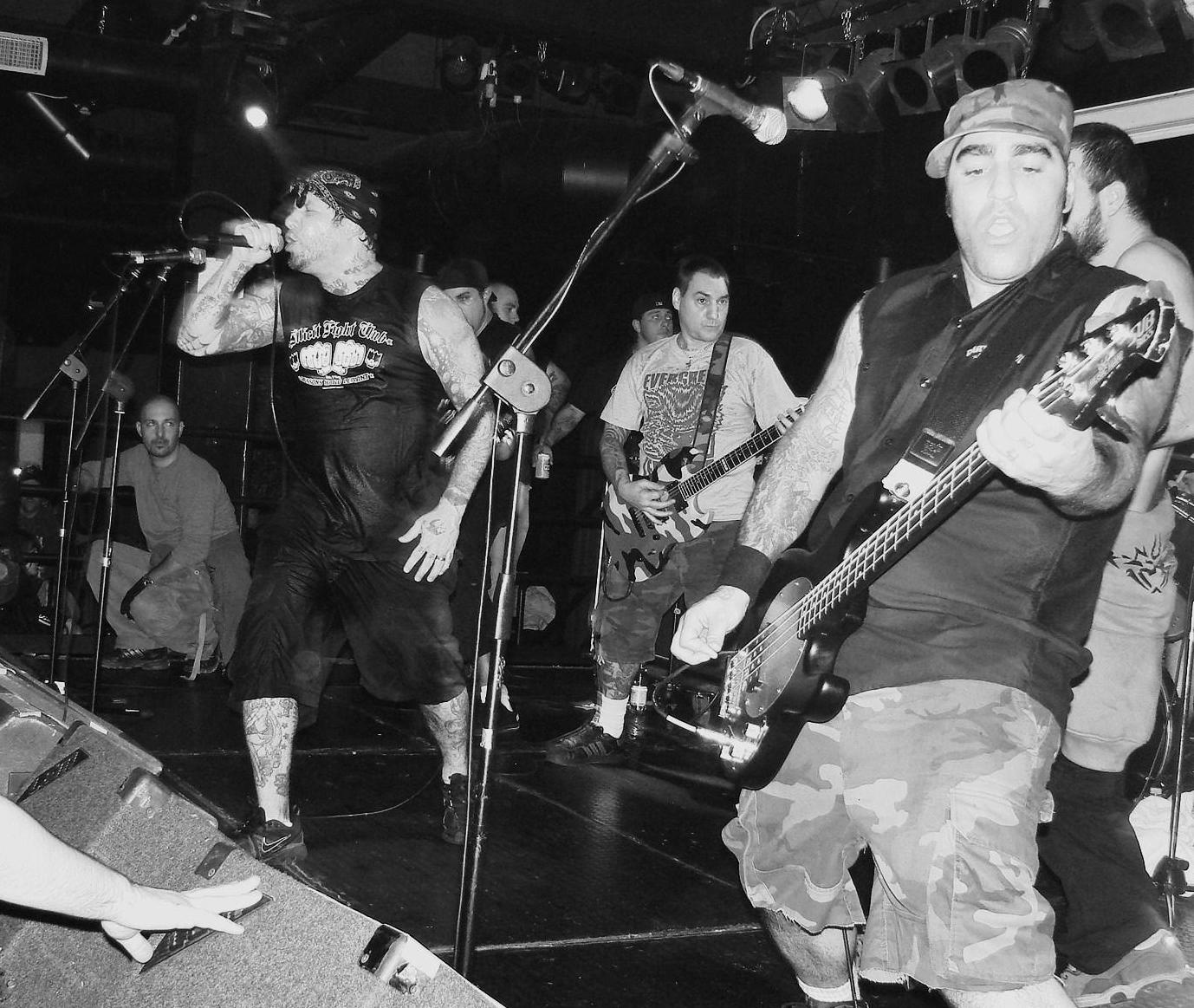
Agnostic Front (live 2007), eine der Bands, die der Straight-Edge-Szene halfen, in New York City Fuß zu fassen

In Boston entwickelte sich mit der Boston Crew um Bands wie SSD, DYS und Negative FX eine lebendige Straight-Edge-Szene, die jedoch den Ruf hatte, sehr gewalttätig zu sein. In dem Dokumentarfilm Boston Beatdown wurden Straight-Edge-Anhänger gezeigt, die durch Bostons Straßen patrouillierten und Drogendealer zusammenschlugen. Bands wie Slapshot, bei der später das ehemalige Negative-FX-Mitglied Jack Kelly sang, wurden für diese Gewalttätigkeiten verantwortlich gemacht. Dies lag an Textzeilen wie “Kill anyone with a beer in their hand” (dt. ‚Töte jeden mit einem Bier in der Hand‘). Kelly sagte später, dass diese Aussagen eher als Selbstironie oder als Witz zu verstehen gewesen seien. Das Image der Bostoner Szene hatte einigen Einfluss auf die Straight-Edge-Szene. Viele Jugendliche, die vorher nichts von Straight Edge wussten, kamen wegen des gewalttätigen Aspekts in die Szene. Auch auf die Militanz anderer Szenen, insbesondere auf die in New York City, hatte die Bostoner Szene großen Einfluss.
In der Mitte der 1980er Jahre stagnierte die Entwicklung der Hardcore- und damit auch die Straight-Edge-Szene. Viele Bands lösten sich auf, wie Negative Approach, oder wechselten den Musikstil, so zum Beispiel SSD in Richtung Metal. In Washington führten Gewalttätigkeiten auf Konzerten dazu, dass sich Minor Threat zunehmend unwohl auf Konzerten fühlten. Weitere Bands aus dem näheren Umfeld folgten MacKaye und seinen Freunden aus der Straight-Edge-Szene hinaus, so zum Beispiel The Faith. Sie brachen mit der von ihnen mitbegründeten Szene, um mit Bands wie Rites of Spring, Embrace, Gray Matter eine weniger aggressive Alternative zu schaffen. Dies leitete den Beginn des Emocore ein.
Die entstandene Lücke in der Szene füllten neue Bands, die insbesondere ihre Heimat New York auf die Straight-Edge-Landkarte brachten und zum Genre New York Hardcore gezählt wurden. Einen großen Einfluss hatte die Band Youth of Today, die 1985 gegründet wurde und mit dem Album Break Down the Walls 1987 eines der einflussreichsten Alben der Bewegung veröffentlichte. Mit Bands wie Warzone, Agnostic Front, Cro-Mags und Murphy’s Law hatte die Band Verbündete, die ihr halfen, in New York Fuß zu fassen. Diese Bands waren nicht oder nur teilweise Straight Edge; Murphy’s Law war beispielsweise für den Konsum von Marihuana bekannt. Durch den Einfluss dieser Bands wurden die Sunday Matinees im CBGBs erst ermöglicht. Diese Konzertreihe, die immer Sonntag nachmittags stattfand, hatte sich über die Jahre zu einem Treffpunkt der Hardcore-Punk-Szene entwickelt. Nur durch die Unterstützung der ursprünglichen Hardcore-Szene wurden dort Plätze für Auftritte von Straight-Edge-Bands geschaffen. So sorgten Youth of Today dafür, dass Straight Edge im Raum New York City verbreitet und innerhalb von einem Jahr die örtliche Szene vom Straight-Edge-Gedanken dominiert wurde. Zu den weiteren Straight-Edge-Bands aus New York wurden unter anderem Gorilla Biscuits, Bold und Judge gezählt. Diese wurden bald als „Youth Crew“ bekannt, benannt nach einem Lied der ersten Youth-of-Today-EP.
Straight Edge hatte bei dieser neuen Generation von Bands und Fans eine festere Definition enthalten. Der Kern dieser Definition bestand aus der Ablehnung jeglicher Drogen, teilweise wurde er unter Berufung auf den Text von Out of Step um einen Verzicht auf Promiskuität oder vorehelichen Geschlechtsverkehr erweitert. Der Vegetarismus erhielt ebenfalls eine größere Verbreitung, unter anderem durch Youth of Today, die in Liedtexten und Interviews für eine fleischlose Ernährung warben.

### Die „New School“ (1989–2000)
In den 1990er Jahren breitete sich die Straight-Edge-Bewegung weltweit aus, wobei die größten Szenen in Europa (insbesondere in den Niederlanden und Deutschland) und Ozeanien entstanden. In Israel und Lateinamerika entstanden größere linksradikale und anarchistische Szenen, während in Südafrika vereinzelt christlich geprägte Straight-Edge-Bands gegründet wurden.
In den Vereinigten Staaten dagegen war die Situation Anfang der 1990er Jahre zunächst wiederum von Auflösungserscheinungen geprägt: Nachdem die „Youth Crew“ die Straight-Edge-Szene bis etwa 1989 dominiert hatte, waren viele Bands abermals frustriert von der zunehmenden Gewalt bei Konzerten und fühlten sich in der Straight-Edge-Szene unwohl. Eine neue, nachwachsende Generation zeigte, nach Ansicht vieler Vertreter wie John Porcelly von Youth of Today und Judge, wenig Interesse an den ursprünglichen Idealen der Punk- und Hardcore-Szene. Nach ihrer Ansicht war eine zunehmende Normierung eingetreten. Die ursprünglich angestrebte Individualität sei einer Homogenität gewichen, die sich nicht mehr von der Ursprungskultur unterschied, gegen die sie einst rebellierte. Deshalb verließen einige Vertreter die Szene, darunter Mike Ferraro von Judge und Walter Schreifels. Nachdem die Entwicklung des Straight Edge in den Jahren 1989 bis 1991 dadurch weitestgehend stagniert und sich zahlreiche weitere Bands aufgelöst hatten, differenzierte sich die Szene in den 1990er Jahren aus. Es entwickelte sich um 1994 eine neue Generation von Bands, die als „New-School-Hardcore“ bezeichnet wurde. Bedeutende Labels waren hier Victory Records und Revelation Records. Zu den Bands gehörten unter anderem Snapcase, Earth Crisis und Unbroken. Zudem entstanden verschiedene Abspaltungen der ursprünglichen Bewegung:

#### Hardline
Die Hardline-Bewegung war eine der dominanten Formen des Straight Edge in den 1990ern. Mit dem Hardline Manifest, veröffentlicht auf der Vegan-Reich-Single Hardline 1990, fand die Bewegung sowohl ihren Namen als auch ihre Definition. Hardline definierte sich als radikaler Arm des Straight Edge, der gegen alles aktiv kämpft, was er als unnatürlich erachtet. Neben den aufgrund der Prinzipien des Straight Edge abgelehnten Dingen zählen hierzu Schwangerschaftsabbrüche, Homosexualität und jegliche Gewalt gegen Tiere. Hardline selbst verstand sich als Bewegung, die zum Erreichen ihrer Ziele jederzeit bereit war, Gewalt anzuwenden.
Sean Muttaqi von Vegan Reich war ihr Sprachrohr. Seine Ansichten verbreitete er über das Fanzine Vanguard und sein Plattenlabel Hardline Records. Weitere Vertreter der Hardline-Bewegung waren Raid und Earth Crisis (in den ersten Jahren). Zu nennen ist auch die Band One Life Crew aus Cleveland, deren Texte militant und zum Teil fremdenfeindlich waren.
Insbesondere in den USA und in Großbritannien fand Hardline eine größere Zahl von Anhängern. Die Standpunkte des Hardline wurden nicht von allen Straight-Edge-Anhängern geteilt, aber zumindest anfangs toleriert. Mit der Zeit sank die Anzahl an wirklichen Hardlinern, vor allem, weil viele Straight Edger nicht mit dem aus den Medien bekannten negativen und gewalttätigen Bild von Straight Edge in Verbindung gebracht werden wollten. Der Einfluss von Hardline ist daher heute als gering einzuschätzen.

#### Krishnacore

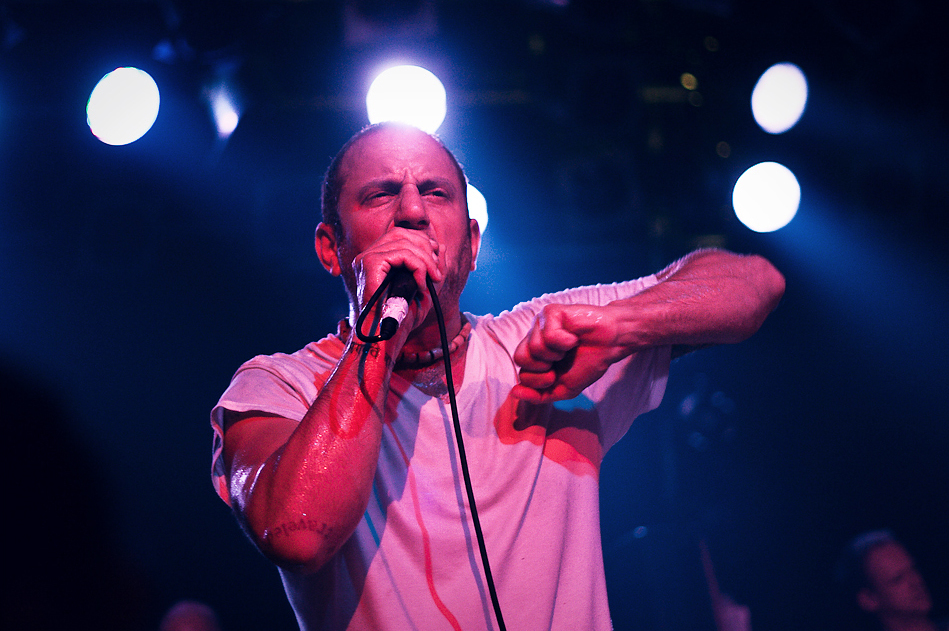
Ray Cappo gilt als Begründer des Krishnacore (Aufnahme von 2010).

Krishnacore entstand Anfang der 1990er, unter anderem durch die Bands Shelter und 108 und das Label Equal Vision Records. Der Musikstil versuchte, die Ideale von Straight Edge mit den religiösen Grundlagen der Krishna-Bewegung zu vereinen. Er fand zu Beginn der 1990er Jahre viele Anhänger in der Hardcore-Szene. Das Krishna-Bewusstsein teilt mit der Straight-Edge-Szene drei zentrale Punkte: den Verzicht auf Fleisch, enthaltsamen Umgang mit Sexualität und den Drogenverzicht. Der Krishnacore erweiterte so die Straight-Edge-Szene um eine religiöse, spirituelle Komponente. Wichtig wurde hier zudem ein reines Leben sowie der Verzicht auf materielle Güter. Die Bewegung blieb nicht auf die Straight-Edge-Szene beschränkt, da auch Bands wie Cro-Mags und Integrity Elemente des Krishna-Glaubens übernahmen. Allerdings konnte sich der Krishnacore nie wirklich durchsetzen, und die Zahl seiner Anhänger blieb zahlenmäßig klein.

#### Vegan Straight Edge
Der vegane und vegetarische Teil der Szene wurde Ende der 1980er begründet. Die Bezeichnung Vegan Straight Edge entstand jedoch in den 1990ern und wird meist als Musikkategorie verwendet. Sie war in den 1990er Jahren die „bedeutendste Strömung“ innerhalb des Straight Edge. Zu dieser Richtung werden Bands gezählt, deren Texte sich auf diesen Aspekt der Straight-Edge-Kultur beziehen. Wie Hardline gilt auch der Vegan Straight Edge oft als militant. Ideologisch beinhaltet er den „Schutz unschuldigen Lebens“, der sich nicht nur auf Tierrechte und Tierschutz beschränkt, sondern auch Schwangerschaftsabbrüche ablehnt. Der sexuelle Aspekt spielt hier ebenfalls eine Rolle; so wird von Teilen der Szene eine „strenge Monogamie“ erwartet. Eines der bekanntesten Beispiele ist die Band Earth Crisis, die als eine der Gründungsbands gilt. In der Vegan-Straight-Edge-Szene wurden weitere Modeerscheinungen genutzt, so zum Beispiel Piercings, längere Haare und weite Hosen, die in der übrigen Straight-Edge-Szene weniger gängig waren. Musikalisch öffnete sich der Vegan Straight Edge zum Metal und wird daher auch oft als Vorläufer des Metalcore betrachtet.

#### Weitere Entwicklung

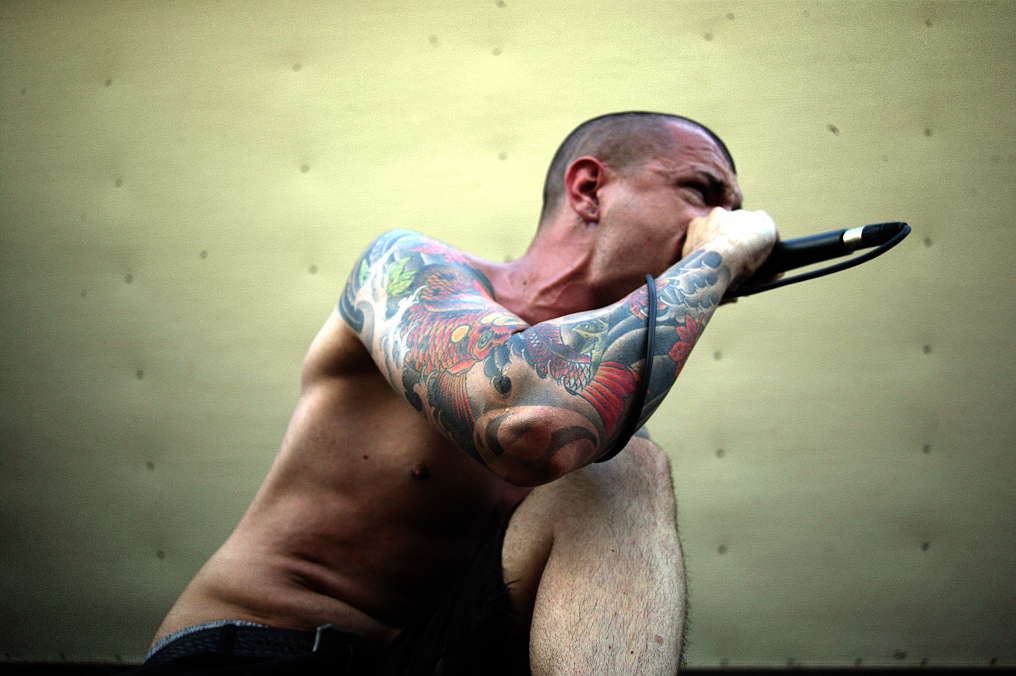
Throwdown (Bild von 2007) wurde 1999 gegründet.

Daneben existierte eine ganze Reihe von Bands, die keiner dieser Gruppierungen zuzuordnen waren und den musikalischen Stil neu definierten. Zum Hardcore Punk traten Einflüsse aus der Metal-, der Grindcore- und der Crust-Punk-Szene. Eine weitere Strömung gegen Ende der 1990er waren die oft als „Posi-core“ bezeichneten Straight-Edge-Bands, die eher einen satirischen Ansatz wählten, so zum Beispiel die D.C.-Band Good Clean Fun.

### Seit 2001

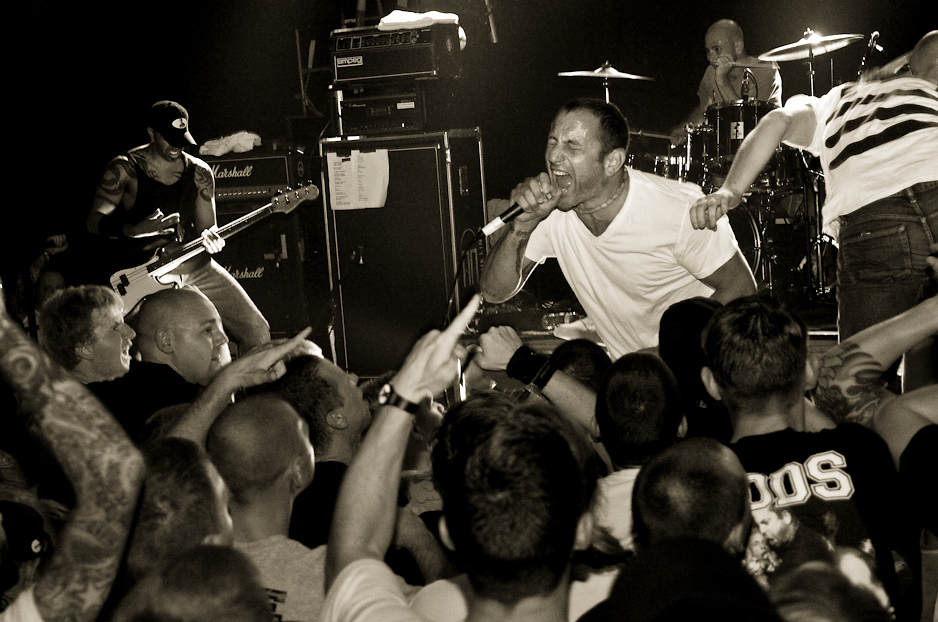
„Youth-Crew-Revival“: Youth of Today live 2010

In den 2000er Jahren konnten einige Bands zum ersten Mal in der Geschichte der Straight-Edge-Bewegung auf kommerzieller Ebene Erfolge verzeichnen. So spielten Strife, Throwdown und Earth Crisis beispielsweise auf dem Ozzfest, einem der größten Tourneefestivals. Das Independent-Label Victory Records hatte zudem Erfolge mit den Nicht-Straight-Edge-Bands Hatebreed und H₂O. Dadurch öffnete sich Victory Records und auch Revelation Records für andere Musikstile. Beide hörten nun auf, reine Straight-Edge-Labels zu sein. Andere Bands wie Eighteen Visions, Poison the Well und Killswitch Engage unterschrieben bei Major-Labels. Viele Bands lockerten mit zunehmendem Erfolg ihre Beziehung zur Straight-Edge-Szene oder verließen sie ganz. Damit einher ging eine Kommerzialisierung der Bewegung, die von einigen Anhängern kritisch beäugt wird.
Neue Akzente im Underground setzte unter anderem die sogenannte Queer-Edge-Szene, die homosexuelle Lebensformen mit dem Straight Edge verband, und die des Grrrl Edge, die aus der Riot-Grrrl-Bewegung entstammt. In den späten Nullerjahren kam es außerdem zu einem Youth-Crew-Revival, bei dem sich führende Bands der späten 1980er wie Youth of Today, Gorilla Biscuits und Bold wieder zusammentaten und auf Tournee gingen.

## Grundprinzipien
Die Textzeilen „Don’t smoke / Don’t drink / Don’t fuck“ aus Out of Step von Minor Threat gelten noch heute als Grundpfeiler der Straight-Edge-Ideologie, wurden jedoch im Laufe der Jahre mehrfach neu interpretiert und erweitert. Als Grundkonstanten lassen sich drei Regeln festhalten, die für die meisten Straight-Edge-Anhänger gelten: Der Verzicht auf Alkohol, der Verzicht auf andere Drogen sowie der Verzicht auf eine promiske Lebensführung. Diese Punkte unterschieden Straight Edge deutlich von der damaligen Punk- und der Hardcore-Punk-Szene, aber auch von den übrigen Jugendkulturen. Der Konsum von Drogen, insbesondere Alkohol, war zu dieser Zeit eine der häufigsten Rebellionsmöglichkeiten, gerade für Teenager auf der High-School. Der bewusste Verzicht auf diese (durch die Altersbeschränkung) verbotenen, aber häufig genutzten Formen wurde von vielen Altersgenossen als Affront gesehen. Dies zeigte sich auch in der Punk-Szene, wo insbesondere ältere Punks sich angegriffen und in ihrer Authentizität verletzt sahen.

### Drogen
Eine große Auseinandersetzung findet in der Straight-Edge-Szene um die Auslegung des Drogenbegriffs statt. Während anfangs nur Alkohol, Nikotin und alle anderen Arten von Rauschmitteln gemeint waren, wurde der Begriff von verschiedenen Anhängern auch auf Coffein ausgeweitet. Diese strikten Definitionen gehen davon aus, dass es viele Substanzen gebe, die Auswirkungen auf das menschliche Bewusstsein hätten. Sie würden den Menschen schaden oder sie in eine Abhängigkeit führen. Die Ablehnung von Alkohol, Nikotin und illegalen Drogen bleibt meist der gemeinsame Nenner und ist die am häufigsten angewendete Form des Straight Edge.

### Sexualität
Die Zeile Don’t fuck in Out of Step sorgte für einigen Diskussionsbedarf und Missverständnisse innerhalb der Bewegung. In mehreren Interviews wiederholte MacKaye seine Rechtfertigung, er habe nichts gegen Sex, Sex sei eine großartige Sache, er habe sich lediglich gegen eine Mentalität aussprechen wollen, in der der schnelle Sex wichtiger sei als der Respekt vor der anderen Person. Die Zeile sorgte für jahrelange Diskussionen, die eine Reihe von Interpretationen hervorbrachten, die unter anderem Monogamie, auch in Verbindung mit (meist christlicher) Eheschließung, und auch den völligen Verzicht auf Sex umfassten. Viele Straight-Edger lehnen diesen Punkt aber auch gänzlich ab und gehen davon aus, dass Sexualität überhaupt nichts mit dem ursprünglichen Straight-Edge-Gedanken zu tun habe.

### Vegetarismus/Veganismus
Die Beschränkung auf vegetarische beziehungsweise vegane Ernährung und auf Tierrechte im Allgemeinen entstand durch den Einfluss von Youth of Today, die diesen Gedanken 1988 im Song No More in die Szene brachten.

“Meat eating, flesh eating, think about it

so callous to this crime we commit

always stuffing our face with no sympathy

what a selfish, hardened society so

No More

just looking out for myself

when the price paid is the life of something else,

No More

i won't participate”

„Fleisch essen, Fleisch essen, denkt mal darüber nach

zahllos wird dieses Verbrechen von uns begangen

alles stecken wir uns in den Mund, ohne Mitgefühl

was für eine selbstsüchtige, verhärtete Gesellschaft sind wir, daher

Nie wieder

denke ich nur an mich selbst

wenn der Preis dafür ein anderes Leben ist

Nie wieder

nehme ich daran teil“

Diese Erweiterung des Straight-Edge-Gedankens wurde nicht von allen Teilen der Szene geteilt. Insbesondere in den 1990ern wurde jedoch eine vegetarische oder vegane Ernährung als fundamentales Prinzip des Straight Edge verstanden. Insbesondere in Europa ist diese Ernährungsform in der Straight-Edge-Szene weit verbreitet und bei einer Mehrheit ihrer Angehörigen ein fester Bestandteil des Straight Edge. Aus den Anhängern der Straight-Edge-Bewegung entstanden eine ganze Reihe von Initiativen, die dem Tierschutzgedanken Rechnung trugen. Zum Teil engagierten sich Anhänger auch in der Neuen Tierschutzorganisation PETA oder in der Tierbefreiungsbewegung Animal Liberation Front.

## Anhänger der Szene

### Musik
Straight Edge ist nach Mehrheitsmeinung der untersuchenden Forscher und Autoren kein eigener Musikstil. Basis für Straight Edge ist der musikalische Stil des Hardcore Punk. Diese bildet sowohl die musikalische als auch die ideologische Grundlage für Straight Edge. Ob man, um Straight Edge zu sein, Hardcore Punk hören muss, wird in der Szene kontrovers diskutiert. Der weitaus größere Teil geht davon aus, dass Hardcore Punk als konsekutives Element der Bewegung anzusehen ist. Ein kleinerer Teil „lehnt eine solche Eingrenzung ab“. Die musikalische Ausrichtung der Straight-Edge-Bewegung änderte sich im Laufe der Zeit. Heute spielen sowohl der Melodycore als auch der Metalcore als Grundlage eine entscheidende Rolle.
Die Musik dient als „Einführung in den Straight Edge“ und übernimmt eine Verstärkerfunktion. Die Bands „nehmen insgesamt eine besondere Stellung ein […]. Sie thematisieren die grundlegenden Werte und Einstellungen, reflektieren größere inhaltliche Trends und liefern den ideellen Rahmen.“ So begann beispielsweise mit der Etablierung des Krishnacore eben auch ein Teil der Szene in diese Richtung zu denken. Das Gleiche gilt für den Vegetarismus. Nach der Veröffentlichung des Lieds No More wurde beispielsweise, laut Ray Cappo, „praktisch die gesamte Szene vegetarisch“.

### Selbstverständnis

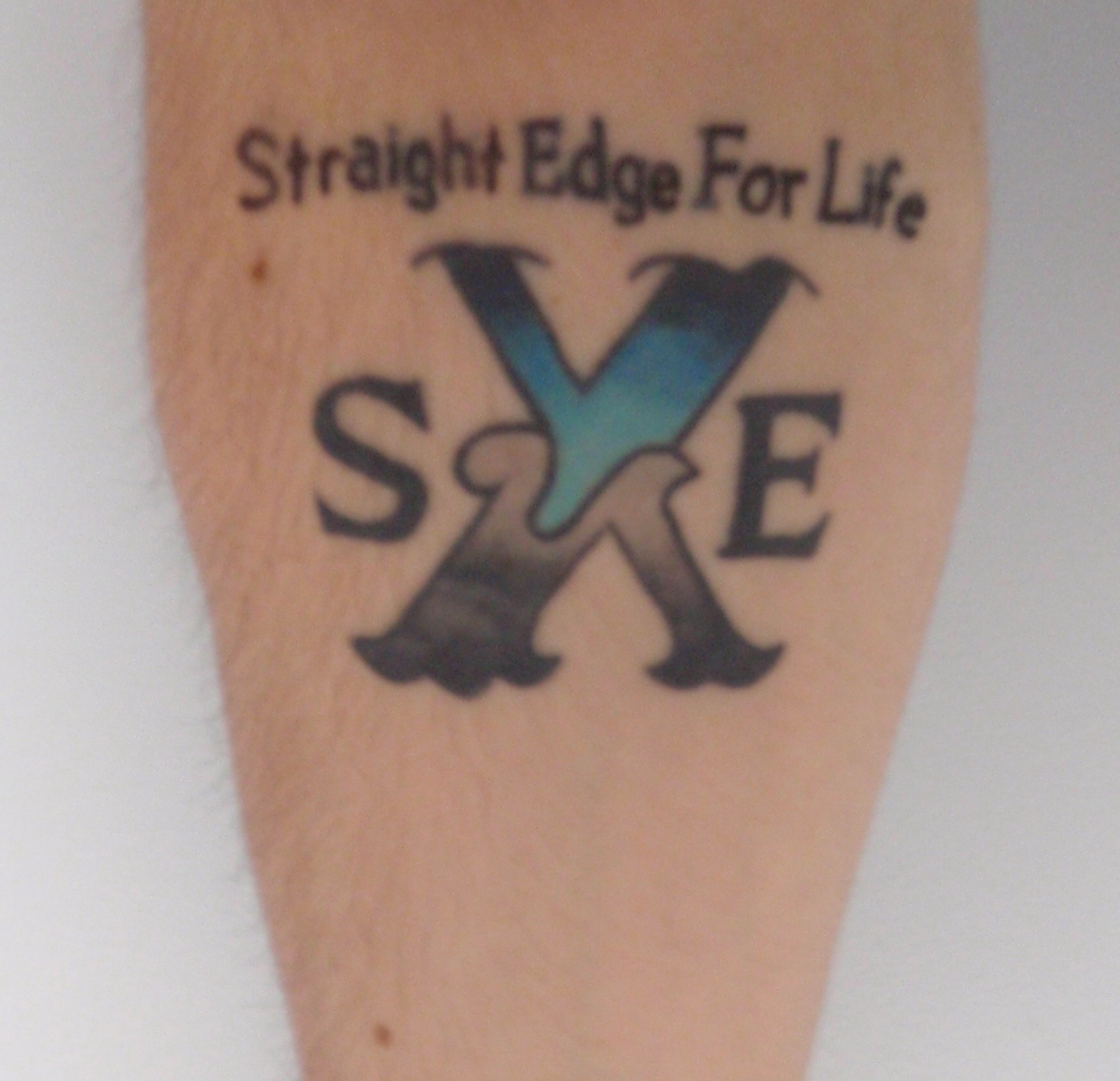
Tattoo Straight Edge For Life auf dem Unterarm

Ab wann ein Individuum als Straight Edge gilt, ist in der Szene umstritten. Der Zeitpunkt unterscheidet sich sowohl nach der Interpretation der Grundprinzipien, als auch nach der regionalen und nationalen Herkunft. Selbst lokale Gemeinschaften machen Unterschiede in ihrer Auslegung des Straight Edge. Der US-amerikanische Soziologe Ross Haenfler unterteilte Straight Edge daher in drei Aspekte: essentielle, sekundäre und periphere. Als „essentiell“ bezeichnete er die Grund- oder Mindestbedingungen, die erfüllt sein müssen. Hier ist die Ablehnung von Alkohol, Tabak und anderen Drogen vorherrschend. „Sekundäre“ Aspekte sind die „Zugehörigkeit zu einer lokalen Gemeinschaft, das Hören von Hardcore und der Besuch entsprechender Konzerte, die Ablehnung von Promiskuität und die Einbeziehung von Vegetarismus [beziehungsweise] Veganismus“. Als „peripher“ werden die Akzeptanz von Gewalt, religiöse Überzeugungen in Verbindung mit Straight Edge und eine erweiterte Drogendefinition (zum Beispiel der Verzicht auf Koffein) genannt.
Im Selbstverständnis der Straight-Edge-Szene hat das englische Adjektiv positive eine entscheidende Bedeutung. Die Straight Edger nehmen sich, mit wenigen Ausnahmen, sowohl als Individuum als auch als Subkultur positiv wahr. Das englische Adjektiv hat jedoch in diesem Zusammenhang eine andere Dimension als die deutsche Entsprechung. Gemeint ist damit neben einer positiven Lebenseinstellung auch das „Infragestellen von und der Widerstand gegen gesellschaftliche Normen“. Es umfasst ebenso, „andere mit Respekt und Würde zu behandeln, individuell zu agieren und daran zu arbeiten, die Welt zu einem besseren Ort zu machen.“ Die Ausprägung der positive attitude ist ein Aushandlungsprozess und ein individueller Akt. Verwendung findet positive auch in der Eigenbezeichnung als positive youth (dt. ‚positive Jugend‘), die von Youth of Today geprägt wurde.
Straight Edge ist als lebenslange Identität gekennzeichnet. Im Englischen hat sich hier der Ausdruck lifetime commitment (‚lebenslanges Bekenntnis‘) eingebürgert. Zwar verlässt ein Gros der Anhänger die Szene bereits nach wenigen Jahren; die Überzeugung, ein Leben lang Straight Edge zu sein, gehört jedoch zur Szene dazu. Das hat auch den Sinn, eine kollektive Identität zu bilden. Da die Szene eigentlich ein loser Verbund von Individuen ist, ist die lebenslange Grundeinstellung eine Bedingungsvoraussetzung, um sich als Szene zu konstituieren. Es gibt eine Reihe von Liedtexten und Parolen, die das Verlassen der Straight-Edge-Szene als Inhalt haben. Dieser Akt wird mit Verrat gleichgesetzt. Analogien zum „Messer im Rücken“, im Englischen to backstab, werden oft gezogen. Wer einmal das Edge verliert (im Englischen losing the edge, etwa ‚den Vorteil verlieren‘), bekommt es nicht zurück. Eine Übertretung reicht nach Ansicht einer Mehrzahl der Anhänger aus, um nicht mehr zur Szene zu gehören. Nur wenige Anhänger sind in ihrer Auslegung moderater.

### Statistik
Es gibt kaum statistische Angaben über Verbreitung und Größe der Straight-Edge-Bewegung. Zum einen ist die Mitgliedschaft schwer zu erheben, zum anderen wechselt die Zugehörigkeit zur Szene oft sehr rasch. Es ist davon auszugehen, dass die überwiegende Mehrzahl der Szene-Anhänger ebenfalls Teil der Hardcore-Punk- bzw. der Punk-Szene ist. Die Zahl der Anhänger in Deutschland wird auf 11.600 bis 17.400 Personen geschätzt.
Das soziokulturelle Bild wurde vor allem in den Vereinigten Staaten untersucht, wo die Straight-Edge-Szene überwiegend „weiß“ und männlich ist und der Mittelklasse angehört. Im Sinne der Ethnie muss hier angeführt werden, dass das Kriterium „weiß“ aus US-amerikanischen Studien stammt und in diesem Sinne in Deutschland nicht angewendet wird. Gemeint ist hier und im Folgenden das, was im US-amerikanischen Zensus-System als „white people“ definiert wird – laut Gabriel Kuhn seien in der Straight-Edge-Szene „in Nordamerika, Europa, Ozeanien und Südafrika fast ausschließlich als ‚weiß‘ definierte Menschen“ aktiv. Dies treffe auch auf Lateinamerika zu, wobei dort „weiß“ anders definiert sei. Ein Gros der Anhänger ist zwischen 13 und 25 Jahre alt; die meisten Straight-Edger verlassen die Szene mit Mitte Zwanzig, wobei sie jedoch meist nicht die Ideale des Straight Edge aufgeben, sondern eher die Szenezugehörigkeit. Sie leben also den Lebensstil weiter und hören zum Teil auch die Musik weiter, verzichten jedoch auf die Zurschaustellung des „X“ und besuchen nicht mehr die Treffpunkte der Bewegung.

### Treffpunkte

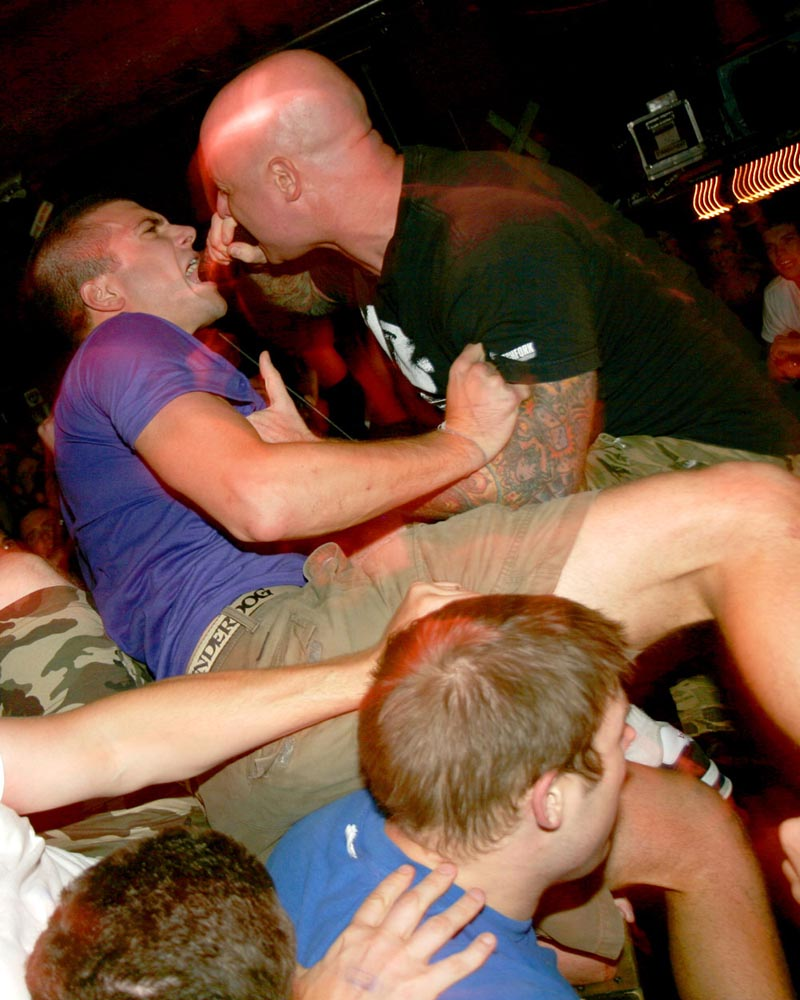
Konzerte (hier: Gorilla Biscuits 2006) sind ein integraler Bestandteil der Szene.

Die Straight Edger treffen sich normalerweise auf Konzerten. Dies ist der Dreh- und Angelpunkt der Szene. Wie im Hardcore-Punk auch werden ebene Räume ohne Trennung von Publikum und Auftrittsfläche bevorzugt, da bei solchen Auftritten oft eine enge Verbindung zum Publikum herrscht. Es wird auf Absperrungen verzichtet, um Möglichkeiten zum Stagediving und zur Interaktion zwischen Musikern und Publikum zu bieten. Die Bühne kann leicht erhöht sein, sollte aber erreichbar sein. Singalongs und Tanzformen extremer musikalischer Stile wie Pogo, Slamdance und das Circle Pit sind üblich. Dies ist auch vor dem Hintergrund der Gemeinschaft zu sehen und soll explizit die Hierarchie in der Szene aufheben. Da dies an vielen Konzertorten aus sicherheitstechnischen Gründen kaum möglich ist, werden oft Jugendzentren bevorzugt. Konzerte dienen außerdem als Werbung für weitere Konzerte und neue Plattenveröffentlichungen, als Marktplatz für die spezifischen Waren der Subkultur, also Tonträger, Kleidungsstücke, Fanzines und zum Teil auch vegane Lebensmittel. Konzerte dienen natürlich auch dem gegenseitigen Austausch von Informationen über die Szene.
Mit dem Internet verfügt die Szene mittlerweile auch über andere Kommunikationsformen. So findet der Austausch nun auch über Internet Relay Chat, diverse Internetforen und Homepages statt.

### Medien und Beteiligungsmöglichkeiten
Nicht nur die Bands prägten die Ausdifferenzierung und die Definition der Szene. Die Fanzine-Kultur ist elementar für die Punk-Szene. Da in den etablierten Medien kaum Berichte über Underground-Szenen stattfanden, schuf die Punk-Szene eigene Zeitschriften, Herausgeber waren einzelne Aktive, die Fanzines waren oft auf wenige Exemplare limitiert. In den Fanzines finden sich meist Interviews mit Bands, Reviews von Ton- und Bildträgern und Kolumnen über verschiedene politische Themen. Es erschienen auch eigene, nur auf Straight Edge bezogene Fanzines. Über die Straight-Edge-Szene wurde auch in größeren Fanzines berichtet, so in den Vereinigten Staaten unter anderem im Maximumrocknroll, dem HeartattCK und dem Punk Planet, in Deutschland vor allem im Ox-Fanzine und im Trust.
Wie die Hardcore-Punk-Szene im Allgemeinen ist in der Straight-Edge-Szene auch der DIY-Gedanke verbreitet. Als Hörer ist man nicht nur Rezipient, sondern auch Mitgestalter der Szene. Betätigungsmöglichkeiten finden die Anhänger hier, neben dem Gründen einer Band, in der Organisation von Konzerten, dem Erstellen von Fanzines oder Flugblättern, dem Vertrieb und der Produktion von Tonträgern, aber auch in politischen Aktivitäten (insbesondere im Bereich des Tierschutzes).

### Politik
Straight Edge wird von seinen Anhängern nicht als eine politische Bewegung verstanden. Dennoch ist die politische Einstellung ihrer Anhänger vor allem auch durch die Ausrichtung des Hardcore Punk eher links orientiert. Explizite Anknüpfungen an den Marxismus und den Kommunismus gab es vor allem in den Niederlanden und Belgien, unter anderem durch Bands wie ManLiftingBanner und Nations on Fire. Explizit links war auch Refused, eine der einflussreichsten Hardcore-Punk-Bands der 1990er, die auf ihrem richtungsweisenden Album The Shape of Punk to Come (1998) ein antikapitalistisches, Straight-Edge-orientiertes Manifest im Beiheft abdruckten. Ebenso gab es Versuche, den Straight-Edge-Gedanken antifaschistisch oder anarchistisch auszulegen. Diese Vorhaben scheiterten jedoch. Es gibt auch rechte Interpretationen des Straight-Edge-Gedankens, unter anderem in der Hardline-Bewegung, die zum Teil rassistisch, homophob und frauenfeindlich gefärbt ist. Als explizit rechtsextrem gilt die NS-Hardcore-Szene mit den Ausprägungen des nsXse (national socialist straight edge) oder Hate Edge.

### Religion
Auch Religion ist kein bedeutungstragendes Element der Szene. Zwar gab es immer wieder Versuche, das religiöse Bild der Bewegung zu beeinflussen, insbesondere im Hardline und im Krishnacore, doch konnte sich keine Gruppierung letztlich durchsetzen. Erwähnenswert ist eine christlich geprägte Straight-Edge-Szene um die Plattenfirmen Tooth & Nail Records und Facedown Records, die versuchte, gewisse Praktiken des Straight Edge mit dem christlichen Glauben in Einklang zu bringen, so die Tendenz der Szene zum im Christentum propagierten Monogamie-Gedanken, aber auch die Selbstreinigung durch den Verzicht auf Rauschmittel. Reizvoll war für die Straight Edger hier, dass sie ihre für viele andere Altersgenossen „uncoolen“ Überzeugungen „im Rahmen einer akzeptierten Jugendkultur“ ausleben konnten.
In der Literatur oft genannt wird auch eine satanische Interpretation von Straight Edge, die jedoch in Anbetracht einer recht kleinen Szene oft stark übertrieben dargestellt wurde. Die Szene hatte ihren Hauptsitz in Cleveland, wo sich Teile der Szene in der Process Church of the Final Judgement versammelten. Diese wurde oft als satanische Organisation angesehen, neben Satan und Luzifer wurde jedoch auch JHWH zu den drei großen Göttern gezählt und Jesus Christus als deren Abgesandter angesehen. Die Anhänger publizierten zum Teil auch unter einer selbsternannten Kirche (der Holy Terror Church of Final Judgement) diverse Flugblätter und Pamphlete, die über das Victory Megazine, dessen Versandhandel und diverse weitere Fanzines verschickt und publiziert wurden. Die Szene war apokalyptisch orientiert und sah Straight Edge als einen Weg der Säuberung der Gesellschaft vor dem Weltende an. Diese Interpretation stand aber gegen den positiven Gedanken der übrigen Bewegung und konnte sich nie wirklich durchsetzen. Als Vertreter sind hier die Bands Integrity, Ringworm und Transcend zu nennen.

### Verhältnis zur Punk-Szene
Punk und Hardcore Punk sind die Ausgangsszenen der Straight-Edge-Bewegung, anfangs bestand auch ein starker Kontakt zur Skinhead-Szene. Bis Mitte der 1980er existierte eine starke Verbindung der drei Szenen, danach veränderte sich das Verhältnis. Die Punk-Szene hatte schon früher einen starken Hang zu Suchtmitteln. Während dies anfangs keine nennenswerten Probleme verursachte und nur bei älteren Punks auf Unverständnis stieß, begann sich nun die Szene zu spalten. Konzerte von Straight-Edge-Bands fanden nur noch selten mit Punk-Bands statt, und Straight Edger besuchten nur noch wenige Punk-Konzerte. Zugleich veränderte sich auch die Anhängerschaft. Glaubt man dem Szenekundigen Craig O’Hara, so waren die „neuen Bands und ihre Fans […] reaktionär, konformistisch und machohaft geworden“. Auch wenn diese Einzelmeinung aus den späten 1990ern nicht durch die Literatur gedeckt wird, zeigt diese Aussage doch das zerrüttete Verhältnis zwischen Punk- und Straight-Edge-Szene, was auch von anderen Szenebeobachtern geteilt wird.

### Verhältnis zur Gewalt
Gewalt wird in der Literatur zu den peripheren Aspekten der Straight-Edge-Bewegung gezählt. Ursächlich wird dazu die Hardline-Bewegung herangezogen und als Außenseitenposition deklariert. Interviews mit den Identifikationsfiguren der Szene zeigen ein anderes Bild. So berichtet Ian MacKaye in American Hardcore, nur nach New York City gefahren zu sein, um die dortige Szene zu provozieren und in Schlägereien zu verwickeln. Auch kam es im Umfeld von Hardcore-Punk- und Straight-Edge-Konzerten häufig zu Auseinandersetzungen. Straßenschlachten mit der Polizei waren keine Seltenheit. Ebenfalls berichten viele Protagonisten, dass die Szene bereits vor Entstehen der Hardline-Bewegung gewalttätig geworden war. Einige der Bedingungsfaktoren sind im harten Tanzstil zu suchen, der auch dafür verantwortlich gemacht wird, dass sich kaum Frauen in der Szene befinden. MacKaye sieht dies auch als mediales Problem: Durch die mediale Aufmerksamkeit, die auf den Gewaltaspekt gelegt würde, würden Jugendliche von der Szene angezogen, nach dem Motto: „Das klingt cool, ihr schlagt Leute zusammen – Da bin ich dabei!“ Zugleich würden damit andere Anhänger abgeschreckt werden und die Szene verlassen. Der Hang einzelner Anhänger zur Gewalt erreichte sicherlich mit der Hardline-Bewegung ihren Höhepunkt und flachte danach wieder ab. In den 1990ern gründete sich in Salt Lake City eine Straight-Edge-Gang, die in der US-amerikanischen Gangdatenbank geführt wurde und bei deren Auseinandersetzung mit anderen Gangs es schon zu einem Todesfall kam. Bekannt wurde auch die Straßengang Friends Stand United aus Boston, die auf „White Power Skinheads“ und Drogendealer Jagd machte. Sie ist Bestandteil der Dokumentation Boston Beatdown aus den 1980ern und einer National-Geographic-Dokumentation. 2004 veröffentlichte Gründer Elgin James eine eigene DVD mit Interviews, mitgefilmten Schlägereien und Clips von Death Before Dishonor, Blood for Blood und Ten Yard Fight.
Ein Großteil der Szene kritisiert und lehnt sowohl die Gewalt aus der Hardline-Bewegung als auch die militanter Splittergruppen ab. Man spricht „sich gegen Gewalt und die Idee aus, dass alle anderen Menschen genauso leben müssten, wie man selbst.“ Zudem steht Gewalt gegen die positive Lebenseinstellung der meisten Straight Edger.

## Symbolik

### Das „X“

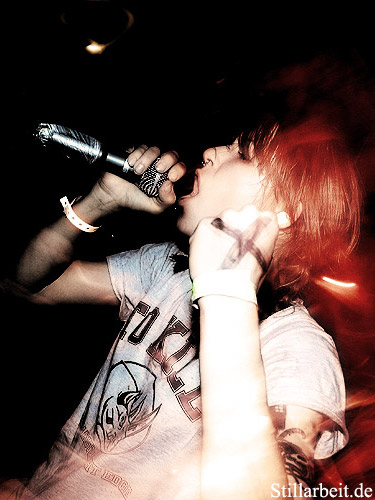
Eva Genie, Sängerin der Vegan-Straight-Edge-Band Gather mit X auf dem Handrücken (2007)

Als sich Ende der 1970er, Anfang der 1980er Jahre im Punk der schnellere, aggressivere Hardcore Punk entwickelte, sahen sich dessen zumeist sehr junge Protagonisten und Anhänger mit Problemen konfrontiert, die aus ihrem geringen Alter resultierten. Zum einen wurden sie von den älteren Punks nicht ernst genommen, zum anderen konnten sie viele Konzerte nicht besuchen, da die Clubs und Bars auf Grund von Alkoholausschank-Bestimmungen keine Minderjährigen einließen. Bei einem Konzert der Band The Teen Idles in Los Angeles bemerkten die Mitglieder der Band eine Möglichkeit, die Altersbeschränkung zu umgehen: die Türsteher malten Minderjährigen ein großes „X“ auf den Handrücken, als Zeichen für den Barkeeper, diesen Personen keinen Alkohol auszuschenken. Zurück in Washington erreichte die Band, dass auch dort Lokale diese Praxis übernahmen und nun All-Ages-Konzerte veranstalteten, also Konzerte, auf denen es keine Altersbeschränkung gab. Auf dem Cover der 1980 erschienenen Minor Disturbance E.P. der Band sind zwei Fäuste mit aufgemaltem „X“ abgebildet, die Ian McKayes Bruder Alec gehören.

„NYHC“ mit Straight-Edge-X

Im Laufe der Zeit verlor das Symbol seine ursprüngliche Bedeutung und wurde zum Zeichen der Straight-Edge-Bewegung. Es wurde auch von Älteren benutzt, die Alkohol legal erwerben konnten, zum Zeichen der Solidarität und des bewussten Verzichts auf Alkohol. Als Grundform entwickelte sich ein breites „X“, meistens mit Filzstift gezeichnet. Als Slang wurde dafür „X-ing up“ verwendet.
Im Laufe der Jahre wurde das „X“ in verschiedenen Formen weiterentwickelt und in diversen Interpretationen verwendet. Bekannt sind die gekreuzten Richter-Hämmer der Band Judge, die gekreuzten Hockey-Schläger der Band Slapshot und die Variation der D.C.-Flagge. Zudem wurde es auch als Zeichen der Hardcore-Bewegung als solcher verwendet, bei der jede freie Stelle für einen Buchstaben genutzt wurde, zum Beispiel als Symbol für den New York Hardcore (NYHC).

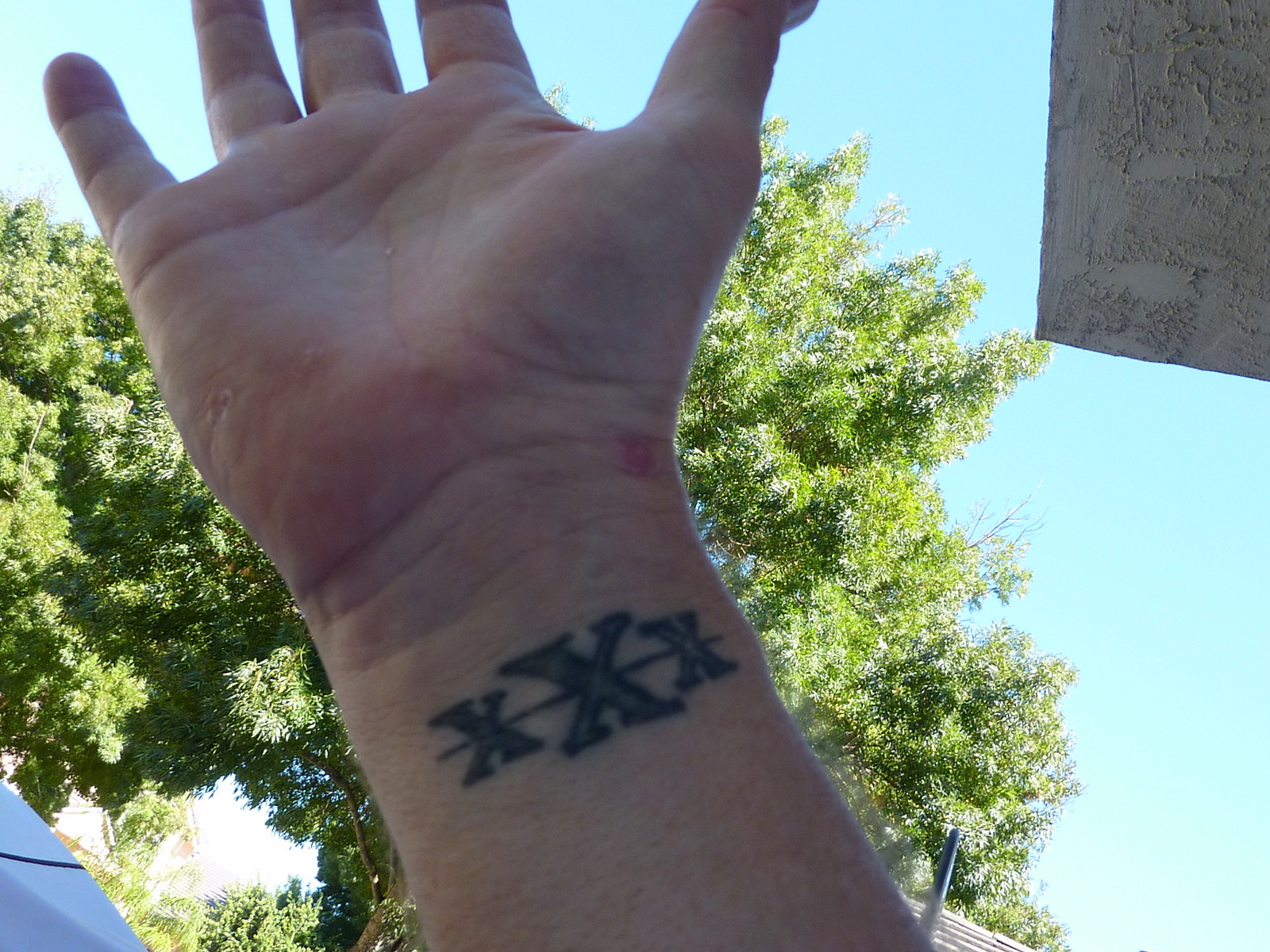
Tattoo mit drei X

Das „X“ wurde auch in verschiedenen Bandnamen als erster und letzter Bestandteil des Namens verwendet. So zum Beispiel bei xLooking Forwardx und xCrosscheckx. Teilweise wurde dies auch (meist humoristisch) bei Bands anderer Genres verwendet. So hat die Grindcore-Band Anal Cunt als Kürzel jeweils ein X als Punkt hinter den Buchstaben A und C (AxCx). Etabliert haben sich mehrere Kurzformen für Straight Edge: sXe, SxE, XXX oder einfach SE.
Das „X“ wird häufig als T-Shirt-Motiv verwendet. Es wird auch als Tätowierung getragen, sowohl dezent versteckt als auch (wie beim ursprünglichen Motiv) auf dem Handrücken. Von den Anhängern wird dieses Zurschautragen des „X“ oft mit der Symbolik des Kruzifixes im christlichen Glauben verglichen. Einige Straight-Edger lehnen das Zurschautragen jedoch ab und verzichten auf die Symbolik.

### Parolen
Im Laufe der Jahre entwickelten sich einige weitere Szene-Codes, die oft verwendet werden. Eine typische Phrase ist beispielsweise True till Death (dt.: ‚Treu bis zum Tod‘), geprägt von der Band Chain of Strength. Die Phrase soll die Überzeugung des Benutzers darstellen, immer Straight Edge zu bleiben. Auf Grund vieler Aussteiger aus der Straight-Edge-Szene wird diese Phrase auch gern zu True till College umgewandelt, also ‚treu bis zum College‘, der US-amerikanischen Schulform nach der High School. Zu diesem Zeitpunkt hat der Jugendliche nämlich das Alter erreicht, mit dem er legal Alkohol erwerben darf. Wichtige Eigenbezeichnungen sind brotherhood (dt. ‚Bruderschaft‘) und die weibliche Form sisterhood (dt. ‚Schwesternschaft‘).

## Subkultureller Einfluss

### Hip-Hop
Straight Edge wurde von einem kleinen Teil der politischen Hip-Hop-Szene aufgegriffen. Die Szene ist über das Internet vernetzt. Unter anderem entstanden zwei Hip-Hop-Kompilationen, die von der Website Veganstraightedge.org initiiert wurden. Einen großen Einfluss hat die Szene aber nicht.

### Net-Edger
Als „Net-Edger“, „Self-Edger“ oder „Drug Free Kids“ werden Anhänger des Straight-Edge-Gedankens bezeichnet, die an der Szene keinen Anteil nehmen. Sie leben den Lebensstil zwar, aber ohne Verbindung zur Hardcore-Punk-Szene. „Net-Edge“ nimmt hier Bezug auf das Internet, ihre häufigste Kommunikationsform, die auch deshalb gewählt wird, weil ihnen in der Gegend, in der sie wohnen, keine Gleichgesinnten bekannt sind. Während „Net-Edger“ ein soziologischer Begriff ist, entstanden die Begriffe „Drug Free Kids“ und „Self-Edger“ in der Szene selbst. Sie dienen als Szene-Codes für Anhänger der Grundprinzipien des Straight Edge, die kein Interesse haben, das „X“ zur Schau zu stellen und nicht aktiv an der Szene teilnehmen. Insbesondere letztere Bezeichnung wird meist negativ gebraucht.

### NS-Straight-Edge
Eine rechte Interpretation des Straight-Edge-Gedankens entstand im Zuge einer Strömung von rechtsextremen Aktivisten aus der Neonazi- und Kameradschaftsszene, die als Autonome Nationalisten bezeichnet wird. In dieser Bewegung übernahmen Rechtsextreme eine Reihe von eigentlich linkskodierten Szenecodes. Unter anderem wurde auch der eigentlich linke Hatecore umgedeutet. Mit der Verbreitung von rechtsextremem Hardcore (Hatecore oder NS-Hardcore) fasste auch der Straight-Edge-Gedanke Fuß in dieser Jugendszene. In Deutschland war die Gruppe Daily Broken Dream ein erster Vertreter. Anger Within und Fear Rains Down sind zwei weitere bekanntere Beispiele. Ein Großteil der Szene findet sich in Russland, anderen Ländern der früheren Sowjetunion und in den Vereinigten Staaten. International hat sich ein Netzwerk namens Terror Edge gegründet. Die rechtsextreme Straight-Edge-Szene beruht auf dem Volksgesundungsgedanken und vermischt Konzepte wie Tierschutz mit radikalem Antisemitismus. In Deutschland brachte die rechtsextreme Internetplattform Media Pro Patria, die mittlerweile nicht mehr existiert, erste Berichte über die noch junge Szene. Untermalt wurde der Bericht von Bands aus dem Programm von Until the End Records. Auch einzelne Kameradschaften wie die Aktionsgruppe Ruhr-Mitte übernahmen das Konzept.

### Queer-Edge
Sowohl religiös gefärbter Straight Edge als auch die Hardline-Bewegung hatten vielfach ein Problem mit Homosexualität. Aber auch abseits dieser extremen Erscheinungsformen sind Teile der Straight-Edge-Szene homophob. Innerhalb der Hardcore-Punk-Szene entstand in Opposition dazu um 2000 der sogenannte „Queer Edge“, ein Ansatz der Straight Edge und Homosexualität verband. Schilderungen von Fans und Bands zeigen oft eine Kritik am Drogenkonsum der queeren Kultur, aber auch eine Kritik am oft machohaften Verhalten der Straight-Edge-Szene. Queer Edge ist Teil der Queercore-Bewegung, die für einen offeneren Umgang mit Sexualität wirbt.

## Mediale Rezeption
Die mediale Auseinandersetzung zum Thema Straight Edge legte den Fokus in den Vereinigten Staaten zumeist auf die gewalttätigen Teile der Straight-Edge-Bewegung. Sowohl Fernsehen als auch Zeitschriften berichteten vor allem über die Hardline-Bewegung und gaben vor, dass diese für den Straight Edge repräsentativ wäre.
Erst seit der Jahrtausendwende wurde die Berichterstattung positiver. Insbesondere deutsche Medien, zum Beispiel Spiegel Online, die Frankfurter Allgemeine Zeitung, aber auch Fernsehsendungen des ZDF, berichteten weitestgehend wohlwollend über die Straight-Edge-Szene.

### Filme
Die Straight-Edge-Bewegung wird in den US-amerikanischen Filmen The Edge of Quarrel von 2000 und American Hardcore von 2006 thematisiert, die sich jedoch hauptsächlich mit der Hardcore-Punk-Bewegung im Allgemeinen beschäftigen. 2008 erschien mit Inside Straight Edge eine Reportage des National Geographic über die Straight-Edge-Szene. Dort wird dem positiven Teil der Szene eine negativ mit Gewalt assoziierte Bewegung in Salt Lake City und Reno (Nevada) entgegengestellt. Der Film EDGE the Movie – Perspectives on a Drug Free Culture (2009 – Marc Pierschel / Michael Kirchner) setzt sich explizit mit Geschichte, Motivation und Interpretation von Straight Edge auseinander. In der US-amerikanischen Serie Big Love wird u. a. die Straight-Edge-Bewegung in Utah thematisiert.

### Wrestling

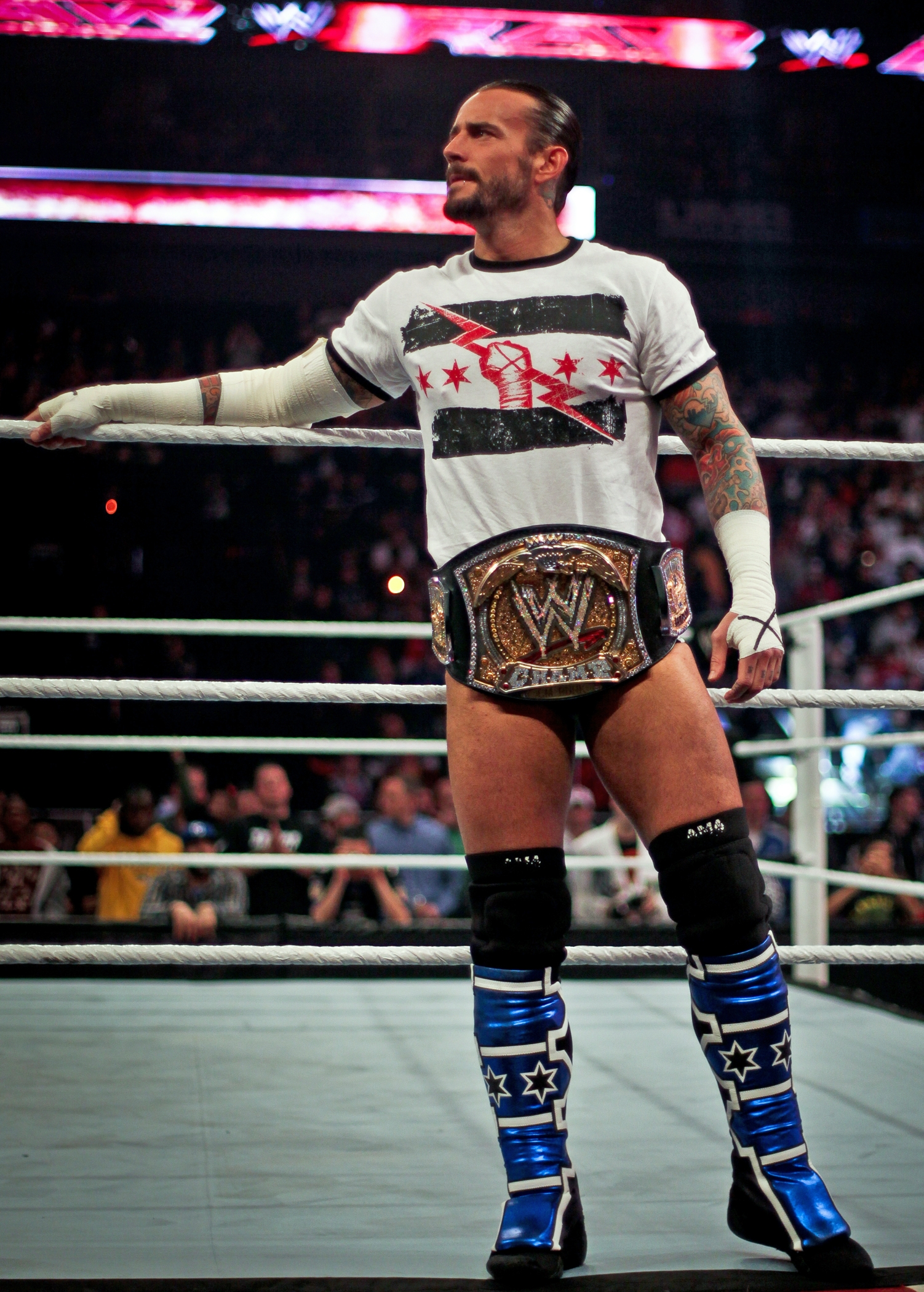
Wrestler CM Punk mit „X“ auf dem Handrücken (2012)

Die Beschäftigung mit dem Straight-Edge-Gedanken in der Mainstream-Kultur ist eher marginal. Eines der wenigen Beispiele ist der Wrestler CM Punk (bürgerlich: Phil Brooks), der unter der Eigenbezeichnung „Straight Edge Superstar“ bzw. „Straight Edge Messiah“ zu den Top-Stars der WWE zählte. Brooks spielte dabei nicht bloß einen Charakter, sondern übertrug den Straight-Edge-Gedanken aus seinem Privatleben auf die Figur CM Punk. Seine offen vertretene Einstellung begründete er in Interviews mehrfach mit der Alkoholkrankheit seines Stiefvaters. Als aktiver Wrestler verzichtete er bei Verletzungen auf verschreibungspflichtige Medikamente, was als Bezug auf den erweiterten Straight-Edge-Gedanken interpretiert werden kann. Dies stand in krassem Gegensatz zu dem Umstand, dass im Wrestling die Abhängigkeit von Steroiden und Schmerzmitteln häufig anzutreffen war; viele professionelle Wrestler starben in der Vergangenheit an Medikamenten-, Alkohol- und Steroidmissbrauch oder deren Folgen.